# 피구왕 통키
《불꽃의 투구아 돗지 단페이》(炎の闘球児 ドッジ弾平 Honō no Tōkyūji Dodge Danpei, 호노 노 토큐지 돗지 단페이[*])는 코시타 테츠히로의 만화로 1989년부터 1995년까지 소학관의 월간 코로코로 코믹과 별책 코로코로 코믹에서 연재된 작품이다. 한국에서는 서울문화사의 아이큐점프에서 피구왕 통키라는 제목으로 연재되었고, 단행본은 15권까지 발매되었다.
애니메이션은 TV도쿄에서 1991년 10월 14일부터 1992년 9월 21일까지 총 47화가 방영되었다. 한국어 더빙판은 1992년 매직 수퍼볼이란 제목으로 비디오가 출시되었고, SBS에서 피구왕 통키라는 제목으로 1992년 12월 9일부터 1993년 3월 4일까지 방영되었으며, 이후 1997년까지 4차례 재방영되었다.

## 기타
- 한국에서 1993년에 원작자의 동의 없이 무단으로 실사판 영화를 제작한 바 있다.
- 연재 당시와 애니메이션 방영 당시 전국 초등학교에서 피구붐이 일어나, 전국대회도 열렸으며, 2002년에는 이치게키 단페이(한국어 더빙판 로컬라이징 이름:나통키)의 아들을 주인공으로 하여 <돗지파이터 일격!>이란 작품을 발표했으나 단 3회 만에 연재가 종료되었다.
- 부가 설정은 부분적으로 오리지널 에피소드에 있었지만, 기본적으로 월간 코로코로 코믹 연재분을 중심으로 전개했다. 일부, 별책 코로코로 코믹의 에피소드도 방영되었다. 또, 블랙아머즈 편 이후(지구 대회편)에는, 별책 코로코로 코믹에서 연재된 〈불꽃쇼트〉(원작에서는 불꽃슛) 편을 사이에 두어, 이것을 필살 쇼트로서 습득하는 과정을 그리는 것으로, 클라이막스로 연결했다.
- 지구 대회 결승 편에서는 이미 원작의 전개를 따라 잡아 버려, 후반부 부분이 대폭 수정 및 변경되었는데, 전국대회 출전 팀에 대해서는 애니메이션 종료 후 원작으로 시작된 전국대회 편 출전 팀과는 완전히 다르게 설정되어 있다.
- 2008년 1월 TOKYO MX에서 방송했으며, 또, 2007년 11월에는 오하스튜디오 내 1 코너 “코로코로 코믹 탄생 30주년 기념 전설 애니메이션 셀렉션”에서 다이제스트 방송도 되었다.
- 주간 코로코로 코믹에서 2022년 11월 28일부터 불꽃의 투구녀 돗지 단코라는 제목으로 후속편이 연재되기 시작했다.

## 방영목록
제1화 탄생!피구왕
제2화 불꽃산의 지옥훈련
제3화 사천왕과의 대결
제4화 불꽃연습
제5화 타이거의 도전
제6화 우정의 한판승부
제7화 공포의 7미터
제8화 통키의 부상
제9화 통키의 첫시합
제10화 오복성의 패스
제11화 빗속의 연장전
제12화 통키 대 타이거
제13화 돌풍! 회오리팀
제14화 축구부의 도전
제15화 화이팅! 피구부
제16화 안녕! 타이거
제17화 괴짜 전학생
제18화 불량배의 도전
제19화 우정의 더블슛
제20화 미식축구 대 피구
제21화 사천왕의 졸업
제22화 힘내라! 통키
제23화 강적! 백아팀
제24화 돌아온 타이거
제25화 태동팀의 특별훈련
제26화 맹태의 활약
제27화 타이거의 조언
제28화 민대풍의 집중공격
제29화 회오리슛을 막아라
제30화 통키의 반격
제31화 아빠의 비밀
제32화 강력한 맞수
제33화 우리는 명콤비
제34화 공포의 파워슛
제35화 회오리슛 대 파워슛
제36화 전설의 불꽃슛
제37화 겁쟁이는 싫어
제38화 통키의 대역전극
제39화 주장의 용기
제40화 불꽃슛을 던져라
제41화 번개슛을 던지는 소년
제42화 마지막 시합
제43화 우리는 친구
제44화 제작과정(최종회)

## 같이 보기
- 불꽃 슛 통키
- 불꽃의 투구녀 돗지 단코